# Kràsnie Lutxi
Kràsnie Lutxi (en rus: Красные Лучи) és un poble (un khútor) de l'óblast de Rostov, a Rússia, segons el cens rus del 2010 tenia 67 habitants. Pertany al districte de Zernograd.